# Shiver (canção de The Gazette)
"Shiver" é o décimo sétimo single da banda de rock visual kei the GazettE, lançado em 21 de julho de 2010 pela Sony Japan e incluído no álbum Toxic. A canção é tema de abertura da segunda temporada do anime Kuroshitsuji.

## Lançamento
Foi lançado em três edições: a Optical Impression, que inclui as músicas "Shiver", "Hesitating Means Death" e o videoclipe de "Shiver" e seu making-of, a Auditory Impression que inclui uma faixa bônus ""Naraku" (奈落)" e a "Kuroshitsuji II: Limited Edition" que contém a versão encurtada da música Shiver e seu DVD.
É o primeiro lançamento da banda na Sony, após deixarem a King Records.

## Recepção
John D. Buchanan do Allmusic disse em sua crítica que "a banda faz o seu melhor quando volta ao seu som agora marca registrada, influenciado pelo rock e metal alternativo mais tradicional" em "Shiver" e também no single seguinte "Red". O website CD Journal descreveu a música como sendo música de rock pesado com um ritmo acelerado.
Alcançou a segunda posição na Oricon Singles Chart, permanecendo na parada por treze semanas. É o single do The Gazette mais vendido, segundo a Oricon. Ficou em primeiro lugar em quatro subparadas da Recochoku e na parada de letras da Joysound.

## Faixas

### Optical Impression
| Disco Um (CD) |                          |         |  |
| N.º           | Título                   | Duração |  |
| 1.            | "Shiver"                 | 4:09    |  |
| 2.            | "Hesitating Means Death" | 3:56    |  |

| Disco dois (DVD) |                               |         |  |
| N.º              | Título                        | Duração |  |
| 1.               | "「SHIVER」MUSIC CLIP+MAKING" |         |  |

### Auditory Impression
| N.º            | Título                   | Duração |  |
| 1.             | "Shiver"                 | 4:09    |  |
| 2.             | "Hesitating Means Death" | 3:56    |  |
| 3.             | "Naraku" (奈落)          | 4:16    |  |
| Duração total: | Duração total:           | 12:21   |  |

### Kuroshitsuji II: Limited Edition
| Disco um (CD) |                                 |         |  |
| N.º           | Título                          | Duração |  |
| 1.            | "Shiver"                        | 4:09    |  |
| 2.            | "Shiver" (versão TV; encurtada) | 1:30    |  |

| Disco dois (DVD) |                                         |         |  |
| N.º              | Título                                  | Duração |  |
| 1.               | "Abertura de Kuroshitsuji" (Videoclipe) | 1:30    |  |

## Ficha técnica
The Gazette
- Ruki – vocais
- Uruha – guitarra solo
- Aoi – guitarra rítmica
- Reita – baixo
- Kai – bateria